# Gimme All Your Lovin'
"Gimme All Your Lovin '" je skladba americké rockové skupiny ZZ Top z jejich alba Eliminator vydaného roku 1983. Vyšla jako první singl z alba v roce 1983. v Anglii úspěšná původně nebyla, ale v americkém žebříčku Billboard Hot 100 dosáhla 37. místa. Okamžitě poté byla opět vydána a dosáhla 10. místa v UK Singles Chart. Skladbu produkoval Bill Ham; o nahrávání a mixování se postaral Terry Manning.
Skladba je napsána v tónině C mol pentatonické stupnice.

## Sestava
- Billy Gibbons - kytara, zpěv
- Dusty Hill - basová kytara, doprovodný zpěv
- Frank Beard - bicí

## Pozice v žebříčcích
| Žebříček (1983-1985)          | Vrcholové pozice |
| ----------------------------- | ---------------- |
| Austrálie (Kent Music Report) | 82               |
| Belgie (VRT Top 30 Flanders)  | 9                |
| Kanada (Chum)                 | 19               |
| Francie (IFOP)                | 19               |
| Irsko (IRMA)                  | 9                |
| Polsko (LP3)                  | 23               |
| USA Billboard Hot 100         | 37               |
| USA Billboard Top Tracks      | 2                |
| USA Cash Box                  | 43               |